# 켄달 와스톤
켄달 자말 와스톤 맨리(1988년 1월 1일 ~ , 스페인어: Kendall Jamaal Waston Manley)는 코스타리카의 축구 선수이다. 포지션은 센터백이다. 현재 코스타리카 프리메라 디비시온의 데포르티보 사프리사에서 뛰고 있다.

## 경력
2013년 5월 캐나다와의 친선경기에서 첫 A매치 데뷔를 하였다.
2018년 6월 27일 스위스와의 2018년 FIFA 월드컵 조별리그 마지막 경기에서 후반 11분 득점에 성공하였다.
이 경기에서 스위스와 2-2 무승부를 기록했다.